# مختار محمد حسين
مختار محمد حسين (بالصومالية: Sheekh Mukhtaar Maxamed Xuseen)‏ (و. 1912 – 2012 م) رئيس البرلمان الصومالي ، لفترة وجيزة رئيسًا مؤقتًا للصومال عندما تم الإطاحة على أثر انقلاب عسكري قام به الجنرال محمد سياد بري في 21 أكتوبر 1969.
توفي في نيروبي.